# Ludmiła Siemionowa
Ludmiła Nikołajewna Siemionowa (ros. Людмила Николаевна Семёнова; ur. 17 lutego 1899 w Petersburgu, zm. 25 maja 1990 w Moskwie) – radziecka aktorka filmowa.

## Filmografia
- 1926: Czarcie koło jako Walka
- 1927: Miłość we troje[2] jako Ludmiła
- 1928: Mój syn jako sąsiadka Surinów
- 1929: Nowy Babilon jako tancerka kankana
- 1929: Człowiek, który stracił pamięć[3] jako Natasza, była żona Filimonowa
- 1929: Szczątek imperium
- 1933: Moja ojczyzna jako Ludmiła
- 1944: O szóstej wieczorem po wojnie
- 1960: Mały marzyciel